# 周思成
周思成，1984年生，湖南长沙人，中国历史学者，主要研究领域为蒙元史、民族史和军事史，北京大学历史学博士，曾就职于中共中央编译局、中央党史和文献研究院，现为清华大学历史系副教授。

## 著作

### 书籍
《杭州凤凰寺藏阿拉伯文-波斯文碑铭释读译注》（中华书局，2015年）
《大汗之怒：元朝征伐日本小史》（山西人民出版社，2019年）
《规训、惩罚与征服：蒙元帝国的军事礼仪和军事法》（山西人民出版社，2020年）
《隳三都：蒙古灭金围城史》（山西人民出版社，2021年）